# Tom Jones (film, 1963)
A Tom Jones 1963-ban bemutatott Oscar-díjas brit film Tony Richardson rendezésben. A forgatókönyvet Henry Fielding azonos című  regényéből John Osborne írta. A főbb szerepekben Albert Finney, Susannah York, Hugh Griffith, Edith Evans és Joan Greenwood látható.
A filmet az Egyesült Királyságban 1963. június 26-án mutatták be. Magyarországon 1966. december 8-án mutatta be a MOKÉP a mozikban, majd 1976. augusztus 19-én az MTV1 új szinkronnal tűzte műsorra. Később a Duna Televízió ismét újraszinkronizálta.

## Cselekmény
A történet a tizennyolcadik századi Angliában játszódik. Tom Jones a brit földesúr, Squire Western szolgálójának és a helyi hentesnek a fattyú gyereke, akit az uraság magához vesz és saját fiaként neveli fel, amit az uraság tényleges örököse, Blifil nem néz jó szemmel. Tom kedves, ugyanakkor hatalmas nőfaló, aki minden lánynak udvarol, majd beleszeret nevelőapja lányába, Sophie-ba is. Ezután viszont menekülni kényszerül, mely során különböző botrányokba keveredik.

## Szereplők
| Szereplő          | Színész             | Magyar hang     | Magyar hang           |
| Szereplő          | Színész             | 2. változat     | 3. változat           |
| ----------------- | ------------------- | --------------- | --------------------- |
| Tom Jones         | Albert Finney       | Hegedűs D. Géza | Széles László         |
| Sophie Western    | Susannah York       | Szabó Éva       | Major Melinda         |
| Squire Western    | Hugh Griffith       | Csákányi László | Bodrogi Gyula         |
| Miss Western      | Edith Evans         | Simor Erzsi     | Mednyánszky Ági       |
| Lady Bellaston    | Joan Greenwood      | Sütő Irén       | Bánsági Ildikó        |
| Molly Seagrim     | Diane Cilento       | Pálos Zsuzsa    | Papadimitriu Athina   |
| Squire Allworthy  | George Devine       |                 | Tordy Géza            |
| Lord Fellamar     | David Tomlinson     |                 | Szombathy Gyula       |
| Mrs. Miller       | Rosalind Atkinson   |                 | Tímár Éva             |
| Mr. Fitzpatrick   | George A. Cooper    |                 | Kőszegi Ákos          |
| Mrs. Wilkins      | Angela Baddeley     |                 |                       |
| Hadnagy           | Mark Dignam         |                 | Szokolay Ottó         |
| Fogadósné         | Avis Bunnage        |                 | Pap Éva               |
| Northernton       | Julian Glover       |                 | Bede-Fazekas Szabolcs |
| Thwackum          | Peter Bull          |                 | Maros Gábor           |
| Mrs. Seagrim      | Freda Jackson       |                 | Tóth Judit            |
| Parson Supple     | James Cairncross    |                 |                       |
| Bridget Allworthy | Rachel Kempson      |                 | Dallos Szilvia        |
| Mrs. Fitzpatrick  | Rosalind Knight     | Csűrös Karola   | Bertalan Ágnes        |
| Susan             | Lynn Redgrave       |                 | Huszárik Kata         |
| Partridge         | Jack MacGowran      |                 | Halmágyi Sándor       |
| Jenny Jones       | Joyce Redman        |                 | Rátonyi Hajni         |
| Square            | John Moffatt        |                 | Gyabronka József      |
| Honor             | Patsy Rowlands      |                 | Kiss Erika            |
| Dowling intéző    | Redmond Phillips    |                 | Szerednyey Béla       |
| Blifil            | David Warner        |                 | Lux Ádám              |
| MacLachlan        | Jack Stewart        |                 |                       |
| Black George      | Wilfrid Lawson      |                 | Szélyes Imre          |
| Narrátor          | Micheál MacLiammóir |                 | Mécs Károly           |

## Díjak és jelölések
| Díj                                    | Kategória                                           | Jelölt                                                         | Eredmény |
| -------------------------------------- | --------------------------------------------------- | -------------------------------------------------------------- | -------- |
| Oscar-díj                              | legjobb film                                        | Tony Richardson                                                | Elnyerte |
| Oscar-díj                              | legjobb rendező                                     | Tony Richardson                                                | Elnyerte |
| Oscar-díj                              | legjobb férfi főszereplő                            | Albert Finney                                                  | Jelölve  |
| Oscar-díj                              | legjobb férfi mellékszereplő                        | Hugh Griffith                                                  | Jelölve  |
| Oscar-díj                              | legjobb női mellékszereplő                          | Diane Cilento                                                  | Jelölve  |
| Oscar-díj                              | legjobb női mellékszereplő                          | Edith Evans                                                    | Jelölve  |
| Oscar-díj                              | legjobb női mellékszereplő                          | Joyce Redman                                                   | Jelölve  |
| Oscar-díj                              | legjobb adaptált forgatókönyv                       | John Osborne                                                   | Elnyerte |
| Oscar-díj                              | legjobb látványtervezés - színesfilm                | Ralph W. Brinton, Ted Marshall, Jocelyn Herbert, Josie MacAvin | Jelölve  |
| Oscar-díj                              | legjobb eredeti filmzene                            | John Addison                                                   | Elnyerte |
| American Cinema Editors Awards         | legjobb vágás egész estés filmben                   | Antony Gibbs                                                   | Jelölve  |
| BAFTA-díj                              | legjobb film                                        | legjobb film                                                   | Elnyerte |
| BAFTA-díj                              | Kiemelkedő brit film                                | Kiemelkedő brit film                                           | Elnyerte |
| BAFTA-díj                              | legjobb brit férfi főszereplő                       | Albert Finney                                                  | Jelölve  |
| BAFTA-díj                              | legjobb brit férfi főszereplő                       | Hugh Griffith                                                  | Jelölve  |
| BAFTA-díj                              | legjobb brit női főszereplő                         | Edith Evans                                                    | Jelölve  |
| BAFTA-díj                              | legjobb forgatókönyv                                | John Osborne                                                   | Elnyerte |
| Directors Guild of America Awards      | legjobb filmrendező                                 | Tony Richardson                                                | Elnyerte |
| Golden Globe-díj                       | legjobb filmmusical vagy vígjáték                   | legjobb filmmusical vagy vígjáték                              | Elnyerte |
| Golden Globe-díj                       | legjobb külföldi film                               | legjobb külföldi film                                          | Jelölve  |
| Golden Globe-díj                       | legjobb férfi főszereplő – zenés film vagy vígjáték | Albert Finney                                                  | Jelölve  |
| Golden Globe-díj                       | legjobb férfi mellékszereplő                        | Hugh Griffith                                                  | Jelölve  |
| Golden Globe-díj                       | legjobb női mellékszereplő                          | Joan Greenwood                                                 | Jelölve  |
| Golden Globe-díj                       | legjobb rendező                                     | Tony Richardson                                                | Jelölve  |
| Golden Globe-díj                       | Az év férfi színész felfedezettje                   | Albert Finney                                                  | Elnyerte |
| Grammy-díj                             | legjobb eredeti filmzene                            | John Addison                                                   | Elnyerte |
| Laurel-díj                             | legjobb vígjáték                                    | legjobb vígjáték                                               | Elnyerte |
| Laurel-díj                             | legjobb férfi főszereplő vígjátékban                | Albert Finney                                                  | Jelölve  |
| Laurel-díj                             | legjobb férfi mellékszereplő                        | Hugh Griffith                                                  | Jelölve  |
| Laurel-díj                             | legjobb női mellékszereplő                          | Diane Cilento                                                  | Jelölve  |
| National Board of Review Awards        | legjobb film                                        | legjobb film                                                   | Elnyerte |
| National Board of Review Awards        | A tíz legjobb film                                  | A tíz legjobb film                                             | Elnyerte |
| National Board of Review Awards        | legjobb rendező                                     | Tony Richardson                                                | Elnyerte |
| New York Film Critics Circle Awards    | legjobb film                                        | legjobb film                                                   | Elnyerte |
| New York Film Critics Circle Awards    | legjobb rendező                                     | Tony Richardson                                                | Elnyerte |
| New York Film Critics Circle Awards    | legjobb színész                                     | Albert Finney                                                  | Elnyerte |
| Velencei Nemzetközi Filmfesztivál      | Arany Oroszlán díj                                  | Tony Richardson                                                | Jelölve  |
| Velencei Nemzetközi Filmfesztivál      | Volpi Kupa a legjobb színésznek                     | Albert Finney                                                  | Elnyerte |
| Writers' Guild of Great Britain Awards | legjobb forgatókönyv brit vígjátékban               | John Osborne                                                   | Elnyerte |